# Salomonseilanden op de Olympische Zomerspelen 1988
De Salomonseilanden namen deel aan de Olympische Zomerspelen 1988 in Seoel, Zuid-Korea. Het was de tweede deelname van het land aan de Spelen, echter werden er geen medailles gewonnen.

## Deelnemers en resultaten
(m) = mannen, (v) = vrouwen 

### Atletiek
| Olympiër   | Discipline   | Resultaat | Prestatie      |
| ---------- | ------------ | --------- | -------------- |
| John Maeke | 10000m (m)   | 43e       | 35.16,93       |
| John Maeke | marathon (m) | DNF       | niet gefinisht |

### Boksen
| Olympiër      | Discipline  | Resultaat | Prestatie                                         |
| ------------- | ----------- | --------- | ------------------------------------------------- |
| Basil Maelagi | -63,5kg (m) | 17e       | 1ste ronde: V van FRG Gies: walk-over             |
| Tommy Bauro   | -81kg (m)   | 17e       | 1ste ronde: V van TGA Vaveni Talia'uli: knock-out |

### Boogschieten
| Olympiër      | Discipline      | Resultaat | Prestatie                             |
| ------------- | --------------- | --------- | ------------------------------------- |
| Derrick Tenai | individueel (m) | 84e       | plaatsingsronde: 84ste met 505 punten |

### Gewichtheffen
| Olympiër        | Discipline | Resultaat | Prestatie                                                     |
| --------------- | ---------- | --------- | ------------------------------------------------------------- |
| Benjamin Fafale | –75kg (m)  | 22e       | trekken: 24ste met 80kg stoten: 22ste met 105kg totaal: 185kg |